# Neale Fraser
Neale Fraser (Melbourne, 3 oktober 1933 – 2 december 2024) was een tennisspeler uit Australië. 
Fraser won in de amateurtijd 21 grandslamtoernooien.
In het enkelspel won hij in 1959 de Amerikaanse kampioenschappen.
In 1960 won hij zowel op Wimbledon als in New York van zijn landgenoot Rod Laver in de grandslamfinale. Zowel in 1959 als in 1960 won hij op de Amerikaanse kampioenschappen het enkelspel, dubbelspel en gemengdubbelspel.
In het dubbelspel won hij elf grandslamtitels, alleen Wimbledon won hij slechts tweemaal, de andere drie toernooien won hij driemaal.
Met zijn zes dubbeltitels toernooi van Rome is hij recordhouder.
In 1984 werd hij opgenomen in de internationale Tennis Hall of Fame.
Fraser overleed in december 2024 op 91-jarige leeftijd.

## Resultaten grandslamtoernooien
| Legenda | Legenda                          |
| ------- | -------------------------------- |
| g.t.    | geen toernooi gehouden           |
| l.c.    | lagere categorie                 |
| –       | niet deelgenomen                 |
| G       | uitgeschakeld in de groepsfase   |
| 1R      | uitgeschakeld in de eerste ronde |
| 2R      | uitgeschakeld in de tweede ronde |
| 3R      | uitgeschakeld in de derde ronde  |
| 4R      | uitgeschakeld in de vierde ronde |
| KF      | uitgeschakeld in de kwartfinale  |
| HF      | uitgeschakeld in de halve finale |
| F       | de finale verloren               |
| W       | het toernooi gewonnen            |
| w-v     | winst/verlies-balans             |

### Enkelspel
| Toernooi        | 1952 | 1953 | 1954 | 1955 | 1956 | 1957 | 1958 | 1959 | 1960 | 1961 | 1962 | 1963 | 1964 | 1965 | 1966 | 1967 | 1968 | 1969 | 1970 | 1971 | 1972 | 1973 | 1974 | 1975 |
| --------------- | ---- | ---- | ---- | ---- | ---- | ---- | ---- | ---- | ---- | ---- | ---- | ---- | ---- | ---- | ---- | ---- | ---- | ---- | ---- | ---- | ---- | ---- | ---- | ---- |
| Australian Open | 3R   | 2R   | 2R   | 3R   | HF   | F    | HF   | F    | F    | –    | HF   | –    | –    | –    | –    | –    | 3R   | –    | –    | –    | 3R   | 1R   | 1R   | 1R   |
| Roland Garros   | –    | –    | 3R   | –    | –    | KF   | KF   | HF   | KF   | –    | HF   | –    | –    | 2R   | –    | –    | –    | –    | –    | –    | –    | –    | –    | –    |
| Wimbledon       | –    | –    | 2R   | 1R   | KF   | HF   | F    | KF   | W    | 4R   | HF   | –    | –    | 3R   | –    | –    | –    | –    | –    | –    | 1R   | 1R   | 2R   | 1R   |
| US Open         | –    | –    | 4R   | 4R   | HF   | 3R   | HF   | W    | W    | –    | –    | –    | –    | –    | –    | –    | –    | –    | –    | –    | –    | –    | –    | –    |

### Mannendubbelspel
| Toernooi        | 1952 | 1953 | 1954 | 1955 | 1956 | 1957 | 1958 | 1959 | 1960 | 1961 | 1962 | 1963 | 1964 | 1965 | 1966 | 1967 | 1968 | 1969 | 1970 | 1971 | 1972 | 1973 | 1974 | 1975 | 1976 | 1977 | 1977 |
| --------------- | ---- | ---- | ---- | ---- | ---- | ---- | ---- | ---- | ---- | ---- | ---- | ---- | ---- | ---- | ---- | ---- | ---- | ---- | ---- | ---- | ---- | ---- | ---- | ---- | ---- | ---- | ---- |
| Australian Open | ?    | ?    | F    | ?    | ?    | W    | W    | ?    | F    | –    | W    | –    | –    | –    | –    | –    | KF   | –    | –    | –    | 2R   | 2R   | 2R   | 2R   | 1R   | –    | –    |
| Roland Garros   | –    | –    | ?    | –    | –    | ?    | W    | F    | W    | –    | W    | –    | –    | ?    | –    | –    | –    | –    | –    | –    | –    | –    | –    | –    | –    | –    | –    |
| Wimbledon       | –    | –    | 2R   | F    | HF   | F    | F    | W    | KF   | W    | HF   | –    | –    | 2R   | –    | –    | –    | –    | –    | –    | HF   | F    | 2R   | –    | 1R   | 1R   | 1R   |
| US Open         | –    | –    | ?    | ?    | ?    | W    | ?    | W    | W    | –    | –    | –    | –    | –    | –    | –    | –    | –    | –    | –    | –    | –    | –    | –    | 2R   | 1R   | 1R   |

### Gemengd dubbelspel
| Toernooi        | 1952 | 1953 | 1954 | 1955 | 1956 | 1957 | 1958 | 1959 | 1960 | 1961 | 1962 | 1963 | 1964 | 1965 | 1966 | 1967 | 1968 | 1969 | 1970                       | 1971                       | 1972                       | 1973                       | 1974                       | 1975                       | 1976                       | 1977                       | 1977                       |                            |
| --------------- | ---- | ---- | ---- | ---- | ---- | ---- | ---- | ---- | ---- | ---- | ---- | ---- | ---- | ---- | ---- | ---- | ---- | ---- | -------------------------- | -------------------------- | -------------------------- | -------------------------- | -------------------------- | -------------------------- | -------------------------- | -------------------------- | -------------------------- | -------------------------- |
| Australian Open | –    | –    | HF   | –    | W    | HF   | –    | –    | –    | –    | –    | –    | –    | –    | –    | –    | KF   | –    | geen gemengddubbeltoernooi | geen gemengddubbeltoernooi | geen gemengddubbeltoernooi | geen gemengddubbeltoernooi | geen gemengddubbeltoernooi | geen gemengddubbeltoernooi | geen gemengddubbeltoernooi | geen gemengddubbeltoernooi | geen gemengddubbeltoernooi | geen gemengddubbeltoernooi |
| Roland Garros   | –    | –    | HF   | –    | –    | 1R   | –    | HF   | –    | –    | –    | –    | –    | –    | –    | –    | –    | –    | –                          | –                          | –                          | –                          | –                          | –                          | –                          | –                          | –                          |                            |
| Wimbledon       | –    | –    | 4R   | HF   | KF   | F    | 2R   | F    | –    | –    | W    | –    | –    | 2R   | –    | –    | –    | –    | –                          | –                          | 3R                         | 4R                         | HF                         | 1R                         | 1R                         | KF                         | KF                         |                            |
| US Open         | –    | –    | ?    | ?    | ?    | ?    | W    | W    | W    | –    | –    | –    | –    | –    | –    | –    | –    | –    | –                          | –                          | –                          | –                          | –                          | –                          | –                          | 1R                         | 1R                         |                            |